# 克勞德·雷路許
克勞德·雷路許（法語：Claude Lelouch；1937年10月30日—）是一位法國電影導演、製作人、編劇及作家，經常以大量的即興對話來製作電影。

## 生平

### 早期
克勞德·雷路許出生在法國巴黎第九區，雙親是西蒙與夏洛特。他的父親出生在阿爾及利亞猶太人家庭，克勞德·雷路許的母親之後也皈依猶太教。高中會考失利後，父親給一台相機讓他重新開始。克勞德·雷路許開始報告文學職業生涯，作品是拍攝蘇聯人的日常生活，克勞德·雷路許開始個人的旅程，使用外套隱藏攝影鏡頭。他也喜歡拍攝體育賽事，包含勒芒24小时耐力赛和環法自行車賽。

### 導演
克勞德·雷路許推出第一部劇情長片《Le Propre de l'homme》時，曾遭到《電影手冊》雜誌揶揄：「好好記住克勞德·雷路許這個名字，因為你不會再聽到他」。但在1966年《男歡女愛》讓雷路許聲名大噪後，反而大獲當初挖苦他的《電影手冊》所青睞。相傳《男歡女愛》是雷路許有一天早上在多維爾沙灘時，注意到一名年輕女子和她的孩子在沙灘上的景象。雷路許試圖拼湊出有關她的故事，從該情境中催生出此片。克勞德·雷路許使用職業生涯所有的技術拍攝《男歡女愛》，兩位主角安諾·艾梅與尚·路易·罕提釀也因此成名。
雷路許以《男歡女愛》贏得1966年坎城電影節金棕櫚獎，赢得奧斯卡最佳外語片獎，获得奧斯卡最佳導演獎提名。1967年，他的電影《愛情生活》（Vivre pour vivre）由安妮·姬拉鐸、甘蒂絲·柏根與尤·蒙頓主演，獲得金球獎最佳外語片，也入圍奧斯卡最佳外語片獎。
1971年，雷路許獲得意大利电影金像奖最佳外國導演。
1981年，雷路許執導《戰火浮生錄》（Les Uns et les Autres），由羅伯特·侯賽因、芬妮·亞當、潔拉汀·卓別林（Geraldine Chaplin）、詹姆士·肯恩等人主演。《戰火浮生錄》再度入圍坎城電影節，被廣泛認為是他的經典傑作之一。
他與作曲家法蘭西斯·雷（Francis Lai）合作過不下28次。法蘭西斯·雷為《男歡女愛》所創作出的主題配樂《chabadabada》亦相當成功，成為影史配樂的經典曲目之一。
1993年，他擔任第18屆莫斯科國際電影節評審團主席。
1996年，克勞德·雷路許以《男女使用手冊》（Hommes, femmes, mode d'emploi）入圍威尼斯影展金獅獎，並獲得小金獅獎。克勞德·雷路許以《悲慘世界》獲得金球獎最佳外語片獎，安妮·姬拉鐸也獲得凱薩獎最佳女配角獎。《偶然與巧合》（Hasards ou coïncidences）於威尼斯與加拿大等地拍攝完成，由亚历桑德拉·马提尼斯（Alessandra Martines）主演，並獲得許多正面評價。

## 私生活
克勞德·雷路許曾有過多次婚姻，也是7個孩子的父親：西蒙（生於1969年5月20日）、莎拉（生於1976年6月7日）、莎樂美（生於1983年6月25日）、Sabaya（生於1987年8月26日）、Sachka（生於1989年9月13日）、沙雅（生於1992年）與斯特拉。最近，他與妻子亚历桑德拉·马提尼斯（Alessandra Martines）分居，她是小女兒斯特拉的母親。

## 政治
2012年，他支持法國總統候選人尼古拉·薩科齊。

## 電影
- 《騙子》（Une Fille et des Fusils）
- 《男歡女愛》（A Man and a Woman）
- 《法國十三天》（13 jours en France）
- 《愛情生活》[13]（Vivre pour vivre）
- 《錢錢錢》（Smic, Smac, Smoc ）
- 《新年快樂》（Happy New Year）
- 《你是我最愛》（And Now My Love）
- 《貓與鼠》（Le Chat et la souris）
- 《兩人冒險》（An Adventure for Two）
- 《新男歡女愛》（Un Homme et Une Femme）
- 《悲慘世界》（Les miserables）
- 《男女使用手冊》（Hommes, femmes, mode d'emploi）
- 《偶然與巧合》（Chance or Coincidence）
- 《戰慄小說的秘密》（Crossed Tracks）

## 外部連結
- 克勞德·雷路許在互联网电影资料库（IMDb）上的資料（英文）
- 克勞德·雷路許在豆瓣上的资料（简体中文）